# Хосе Монтілья
Хосе́ Монті́лья Аґіле́ра (кат. і ісп. José Montilla Aguilera) (* 15 січня 1955 р. у Існахарі, Кордова) — каталонський політичний діяч. З 18 червня 2000 р. є секретарем Соціалістичної партії Каталонії (PSC), з 28 листопада 2006 р. по 2010 рік — Президентом Жанаралітату Каталонії. Одружений, виховує п'ятьох дітей.

## Життєпис
З 23 липня 2000 р. є членом Федеральної виконавчої комісії та Федерального комітету Соціалістичної трудової партії Іспанії (PSOE). З 18 квітня 2004 р. до 9 вересня 2006 р. був Міністром промисловості, туризму та торгівлі іспанського уряду Хосе Луїса Родріґеса Сапатери.
На виборах 1 листопада 2006 р. був кандидатом PSC на посаду Президента Жанаралітату Каталонії. 28 листопада 2006 р. після угоди з двома іншими партіями — ERC, що виступає за незалежність Каталонії, та ICV (екологічна соціалістична партія), переміг з перевагою у 5 голосів (37+21+12 депутатів з 135).